# Polen i olympiska sommarspelen 1924
Polen deltog med 65 deltagare vid de olympiska sommarspelen 1924 i Paris. Totalt vann de en silvermedalj och en bronsmedalj.

## Medaljer

### Silver
- Tomasz Stankiewicz, Franciszek Szymczyk, Józef Lange och Jan Lazarski - Cykling, lagförföljelse.

### Brons
- Adam Krolikiewicz - Ridsport, hoppning.